# فرودگاه تیلور (آریزونا)
فرودگاه تیلور (آریزونا) (به انگلیسی: Taylor Airport (Arizona)) یک فرودگاه همگانی بهره‌برداری هوایی با کد یاتا TYZ است که یک باند فرود آسفالت دارد و طول باند آن ۲۱۳۴ متر است. این فرودگاه در شهر تیلور، آریزونا کشور ایالات متحده آمریکا قرار دارد و در ارتفاع ۱۷۷۴ متری از سطح دریا واقع شده است.